# Вильвовский, Владимир Наумович
Владимир Наумович Вильвовский (31 октября 1924, Харьков — 17 февраля 1997, Москва) — советский и российский скульптор. Работал в станковой и монументально-декоративной скульптуре.

## Биография
Владимир Вильвовский родился 31 октября 1924 года в Харькове. В 1930 году вместе с семьёй переехал в Москву. В 1941 году в возрасте 16 лет добровольцем ушёл на фронт. Окончил артиллерийское училище, командовал взводом в чине лейтенанта. В 1944 году комиссован по ранению, остался инвалидом.
В 1945—1949 годах учился в Московском художественно-промышленном училище имени М. И. Калинина у М. А. Шмакова. В 1949—1955 годах учился в Московском художественном институте имени В. И. Сурикова у Н. В. Томского и Д. П. Шварца. Дипломная работа — «Рыбак Прибалтики».
С 1957 года принимал участие в художественных выставках. В 1958 году вступил в Союз художников СССР. Участвовал в групповых выставках в Москве в 1969, 1975 годах, 1985, 1995 и 1996 годах. Работы Владимира Вильвовского находятся в собраниях Государственной Третьяковской галереи и других музеев.
С 1945 года занимался альпинизмом, имел 1-й разряд. С 1956 года занимался парусным спортом. В качестве тренера подготовил множество советских яхтсменов.
Умер в Москве 17 февраля 1997 года.

## Работы

### станковые произведения
- Студент. 1956. Дерево[2].
- Наташа. 1957. Гипс[2].
- Скрипач 1959[2] \ 1965[5]. Дерево. Высота 110.
- Рабочий 1962. Гипс тонированный[2].
- Портрет скульптора В. А. Вахрамеева. 1964. Дерево[2].
- Портрет Волькинзона 1965. Металл. Высота 60[5].
- Герой Советского Союза 3. А. Сорокин. 1965. Гипс тонированный[2].
- Скульптор Г. Г. Мазуренко. 1965. Бронза[2].
- Арфистка. 1965. Сидящая фигура. Гипс тонированный. Высота 13. Нижнетагильский музей изобразительных искусств, Инв. № С-244[6].
- Арфистка. 1966. Гипс тонированный. Высота 170. Каракалпакский государственный музей искусств[4].
- Портрет Александра Грина. 1967. Голова. Гипс тонированный. Высота 13. Нижнетагильский музей изобразительных искусств, Инв. № С-243[7].
- Инвалид (Автопортрет). 1967. Фигура в рост. Гипс тонированный. Высота 38. Нижнетагильский музей изобразительных искусств, Инв. № С-310[8]. Отливы в бронзе: 1967 ГТГ, Инв. № СКС-1348[3]; Центральный музей Великой Отечественной войны 1941—1945 гг. Инв. № СК-100[9]; 1980. Музей имени М. А. Врубеля, Инв. № С-190; 2015 Нижнетагильский музей изобразительных искусств, Инв. № С-412[10].
- Портрет скульптора Г. Мазуренко. 1967. Бронза. Высота 41[4].
- Оркестр. 1967. Керамика. Высота 35[5].
- Девочка. 1967. Керамика. Высота 20[5].
- Девочка. 1967. Гипс. Высота 60[5].
- Трубач. 1967. Керамика. Высота 5[5].
- Портрет казака. 1967. Алюминий. Высота 60[5].
- Портрет В. В. Попова (Портрет доктора биологических наук В. В. Попова[4]). 1968. Бронза. Высота 96. ГТГ, Инв. № СКС-1651[3].
- Оркестр. 1970. Керамика. Высота 70[4].
- Портрет скульптора Л. Зашийло. 1970. Бронза. Высота 45[4].
- Скульптор Воронцов. 1970-е гг. Гипс тонированный. Высота 65. Оренбургский областной музей изобразительных искусств,  № КП-9637[11].
- Портрет скульптора Круппа. 1972. Бронза. Высота 55;[4] 1980-е. Высота 56. Музейный комплекс имени И. Я. Словцова, Инв. № ИС-281[12].
- Скрипач. 1972. Гипс тонированный. Высота 15. Нижнетагильский музей изобразительных искусств, Инв. № С-245[13].
- Портрет режиссёра Петухова. 1972. Бюст. Гипс. Высота 39. Нижнетагильский музей изобразительных искусств, Инв. № С-247[14]. Отливы в бронзе: 1980 Новосибирский государственный художественный музей, Инв. № С-415[15]; 2020 Нижнетагильский музей изобразительных искусств, Инв. № С-428[16].
- Александр Грин. 1973[3]. Фигура сидящая. Бронза. Высота 56. ГТГ, Инв. № СКС-1090.
- Ворона. 1976. масса шамотная, глазури цветные, глянц-гольд. Бронза. Высота 42,3. Совместно с Н. Л. Цыгановой. Тверская областная картинная галерея, Инв. № СКС-1090[17].
- Портрет скульптора Л. Зашило. 1980-е. Голова. Бронза. Высота 56. Государственный музей изобразительных искусств Республики Татарстан, Инв. № С-828[18].
- Семья психиатра. 1987. Бронза. Высота 102,5. Новокузнецкий художественный музей, Инв. № С-189[19]. 1997. Высота 107. Центральный парк культуры и отдыха имени М. Горького, Инв. № С-53[20].
- Пегас. 1988. Шамот, майолика. Высота 38. Екатеринбургский музей изобразительных искусств, Инв. № С-214[21].
- Дерево жизни. 1990. Фигура в рост. Шамот, соли, эмаль. Высота 109. Нижнетагильский музей изобразительных искусств, Инв. № С-200[22].
- Судьбы. 1991. Композиция. Керамика. Высота 33. Унечская картинная галерея, № УКГ-380[23].
- Бегемот. 1992. Бронза. Высота 9,5. Нижнетагильский музей изобразительных искусств, Инв. № С-246[24].
- Портрет А. Грина. Без даты. Фигура сидящая. Шамот окрашенный, лакированный. Высота 53,5. Музей К. Г. Паустовского, Инв. № ИС-7[25].
- Портрет профессора В. Лупандина. Вторая половина XX века. Гипс тонированный. Высота 46. Тверская областная картинная галерея, Инв. № С-852[26].

### монументально-декоративная скульптура и декор
- Декоративная скульптура и светильники в фойе Московской городской прокуратуры. 1973. Кованный алюминий. Высота 9 м.[4]
- Витрина «Калейдоскоп» в Московском городском Дворце пионеров. 1975—1976. Керамика, эрклез, железо. 5×3 м. Совместно с Н. Л. Цыгановой[4]

## Выставки

### прижизненные
- 1969 Выставка произведений шестнадцати московских художников. Живопись, скульптура, графика. 19 марта – 9 апреля 1969. Москва, Дом художника, Кузнецкий мост 11. Каталог[5].
- 1975 Выставка пятнадцати. Групповая межсекционная выставка произведений московских художников. 1975. Москва. Каталог.[3][27]
- 1977 Групповая межсекционная выставка произведений московских художников. 1977. Москва, Кузнецкий мост, 11. Каталог.[28]
- 1985 Межсекционная выставка произведений московских художников. 1985. Москва. Каталог.[3]
- 1989 Автопортрет. Выставка произведений московских художников.1989. Москва. Каталог[3].
- 1989 II Триенналле современного скульптурного портрета. 1989. Гданьск. Без каталога.
- 1990 The Pyramid Show. Drawings, sculpture and decorative art. 24 марта — 21 апреля 1990. Мельбурн.[29]
- 1995 Групповая выставка. 1995. Москва, галерея «Райский сад». Без каталога.[3]

### музейные

#### в Омске
- 2009 Россия. XX век: люди, судьбы. 	8 мая – 8 июня 1989. Омск, Музей имени М. А. Врубеля.
- 2011 Искусство Страны Советов. Живопись, скульптура, декоративно-прикладное искусство из собрания ООМИИ имени М.А. Врубеля. 18 мая 2011. Омск, Музей имени М. А. Врубеля.
- 2015 Горячий снег. К 70-летию Победы в Великой Отечественной войне. 28 апреля 2015. Омск, Музей имени М. А. Врубеля.

## Награды
- Орден Красной Звезды[1]
- Орден Славы II степени[1]
- Орден Славы III степени[1]